# Mammillaria hutchisoniana
Mammillaria hutchisoniana är en kaktusväxtart som först beskrevs av H.E. Gates, och fick sitt nu gällande namn av Boed. Mammillaria hutchisoniana ingår i släktet Mammillaria och familjen kaktusväxter.

## Underarter
Arten delas in i följande underarter:
- M. h. hutchisoniana
- M. h. louisae

## Bildgalleri

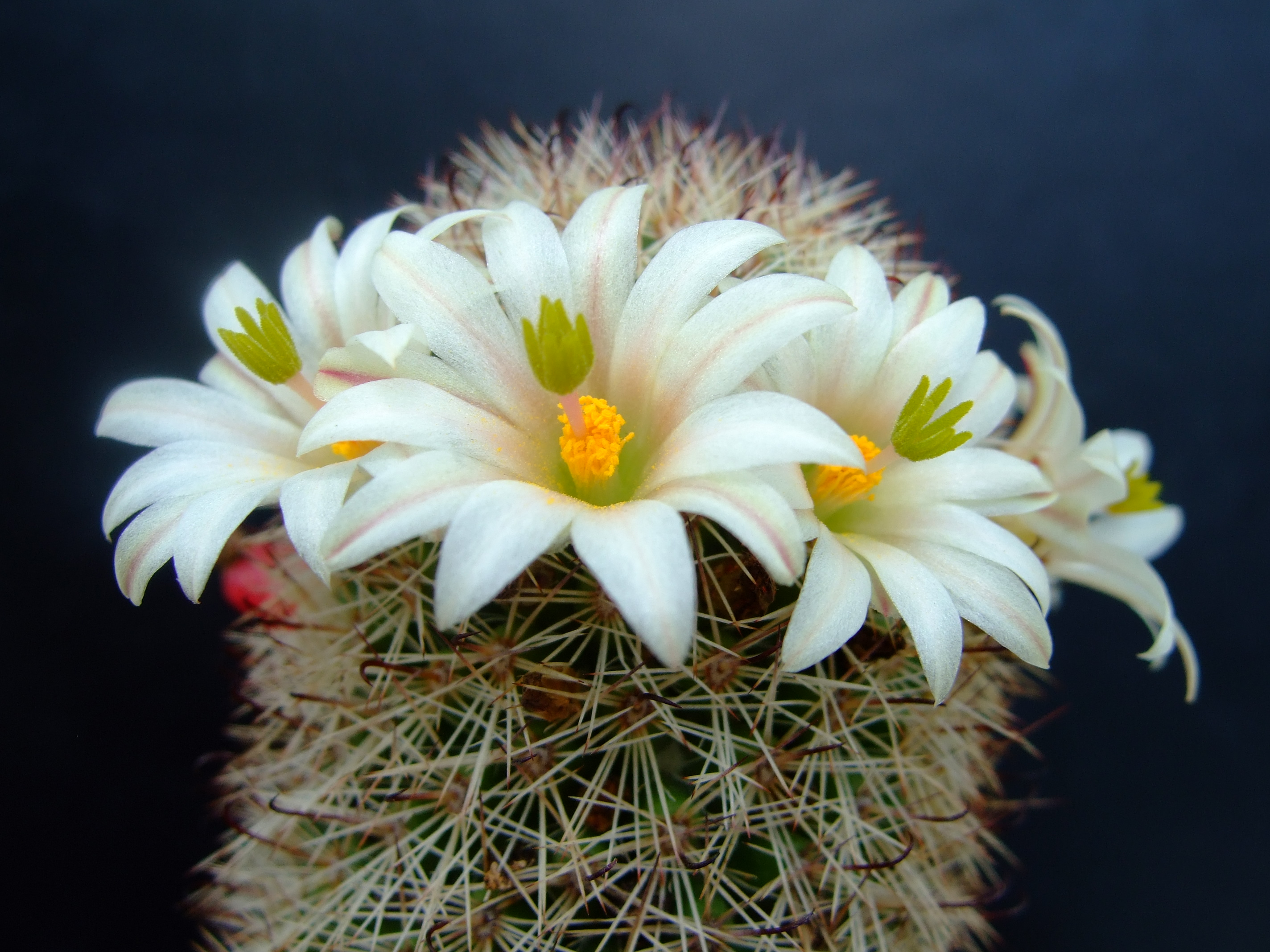
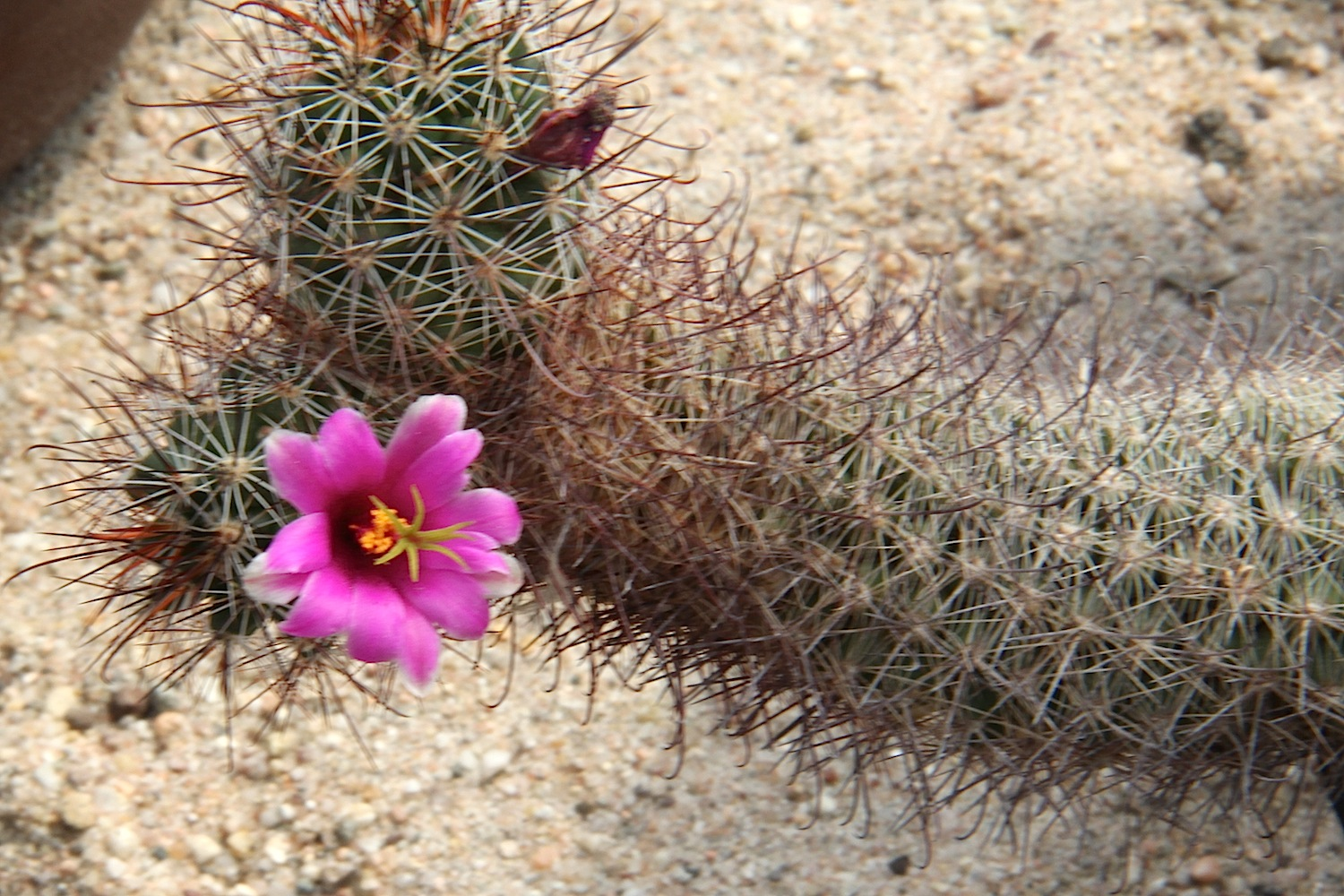